# Bitka kod Sifina
Bitka kod Sifina (arap. صفين) odigrala se za vrijeme Prve fitne ili muslimanskog građanskog rata u julu 657. na obali Eufrata u Siriji, između snaga rašidunskog kalifa Alije i pobunjenog sirijskog guvernera Muavije. Sukob je izbio nakon kontroverznog ubistva prethodnog kalifa Osmana ibn Afana, koga je naslijedio Alija; Muavija, rođak ubijenog kalifa, nije se složio za Alijinom odlukom da se ne sudi Osmanovim ubicama. Alija je sa svojim snagama pokušao ugušiti pobunu, a dvije vojske su se srele kod Sifina. Borba je završila s velikim krvoprolićem, ali bez pobjednika, nakon čega su se obje strane složile kako će spor nastojati riješiti arbitražom. Ali, ni ona nije dala rezultata, te su se podjele među muslimanima nastavile sve do Muavijinog dolaska na mjesto kalifa i osnivanja dinastije Omejada. Različita tumačenja događaja prije, za vrijeme i poslije bitke su jedan od razloga za raskol između sunitskih i šijitskih muslimana.

## Spoljašnje veze
- playandlearn.org
- academyofislam.org
- Al-islam.org
- i-cias.com[мртва веза]
- IslamiCity.com